# Túnez en los Juegos Paralímpicos de Pekín 2008
Túnez estuvo representado en los Juegos Paralímpicos de Pekín 2008 por un total de 33 deportistas, 21 hombres y 12 mujeres.

## Medallistas
El equipo paralímpico tunecino obtuvo las siguientes medallas:
| Nombre                                              | Deporte   | Evento                             |
| --------------------------------------------------- | --------- | ---------------------------------- |
| Oro                                                 |           |                                    |
| Somaya Busaid                                       | Atletismo | 800 m T12/13 femenino              |
| Somaya Busaid                                       | Atletismo | 1500 m T13 femenino                |
| Raua Tlili                                          | Atletismo | Peso F40 femenino                  |
| Mohamed Chida                                       | Atletismo | 400 m T38 masculino                |
| Mohamed Chida                                       | Atletismo | Salto de longitud F37/38 masculino |
| Murad Idudi                                         | Atletismo | Disco F32/51 masculino             |
| Murad Idudi                                         | Atletismo | Maza F32/51 masculino              |
| Abderahim Zhiu                                      | Atletismo | 800 m T12 masculino                |
| Fauzi Rzig                                          | Atletismo | Jabalina F33/34/52 masculino       |
| Plata                                               |           |                                    |
| Sonia Mansur                                        | Atletismo | 100 m T38 femenino                 |
| Sonia Mansur                                        | Atletismo | 200 m T38 femenino                 |
| Raua Tlili                                          | Atletismo | Disco F40 femenino                 |
| Hania Aidi                                          | Atletismo | Jabalina F54-56 femenino           |
| Abes Saidi                                          | Atletismo | 400 m T38 masculino                |
| Mohamed Fuzi                                        | Atletismo | 5000 m T46 masculino               |
| Abderahim Zhiu                                      | Atletismo | 10 000 m T12 masculino             |
| Murad Idudi                                         | Atletismo | Peso F32 masculino                 |
| Mohamed Krid                                        | Atletismo | Jabalina F33/34/52 masculino       |
| Bronce                                              |           |                                    |
| Yusra Ben Yema                                      | Atletismo | Disco F32-34/51-53 femenino        |
| Mahmud Jaldi                                        | Atletismo | Pentatlón P12 masculino            |
| Mohamed Charmi Mohamed Chida Fares Hamdi Abes Saidi | Atletismo | 4 × 100 m T35-38 masculino         |